# Herennia multipuncta
Espèce
Synonymes
- Epeira multipuncta Doleschall, 1859
- Epeira ornatissima Doleschall, 1859
- Epeira mammillaris Stoliczka, 1869
- Herennia sampitana Karsch, 1880
- Herennia mollis Thorell, 1887

Statut de conservation UICN

 LC  : Préoccupation mineure
Herennia multipuncta est une espèce d'araignées aranéomorphes de la famille des Araneidae.

## Distribution
Cette espèce se rencontre en Inde, au Sri Lanka, au Népal, en Birmanie, en Thaïlande, au Viêt Nam, en Chine à Hainan, à Taïwan, aux Philippines, en Malaisie, à Singapour et en Indonésie à Sumatra, au Kalimantan, à Sulawesi et aux Moluques,.

## Description

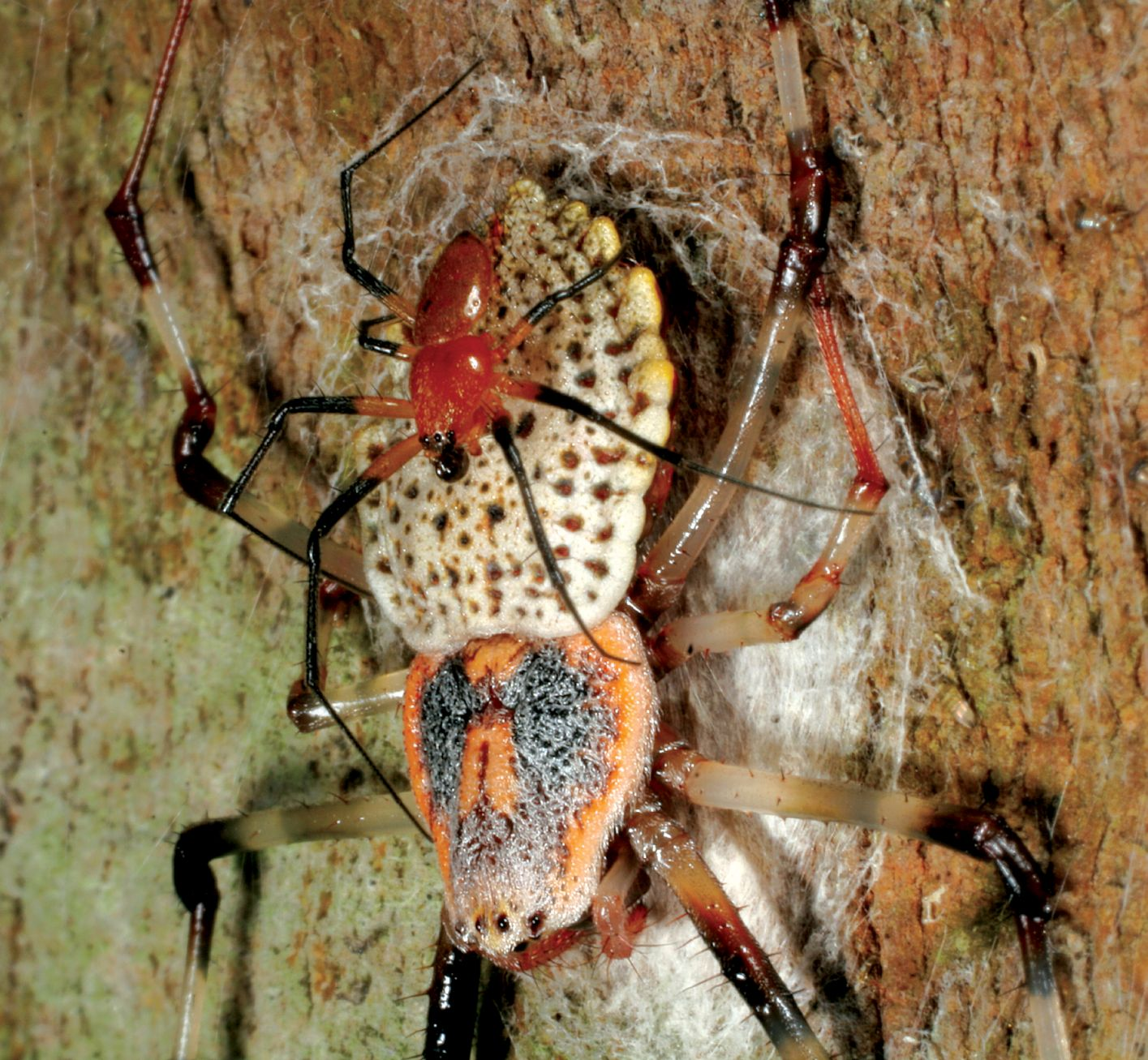
Herennia multipuncta, le petit mâle (de couleur rouge) et la grande femelle couverte de points

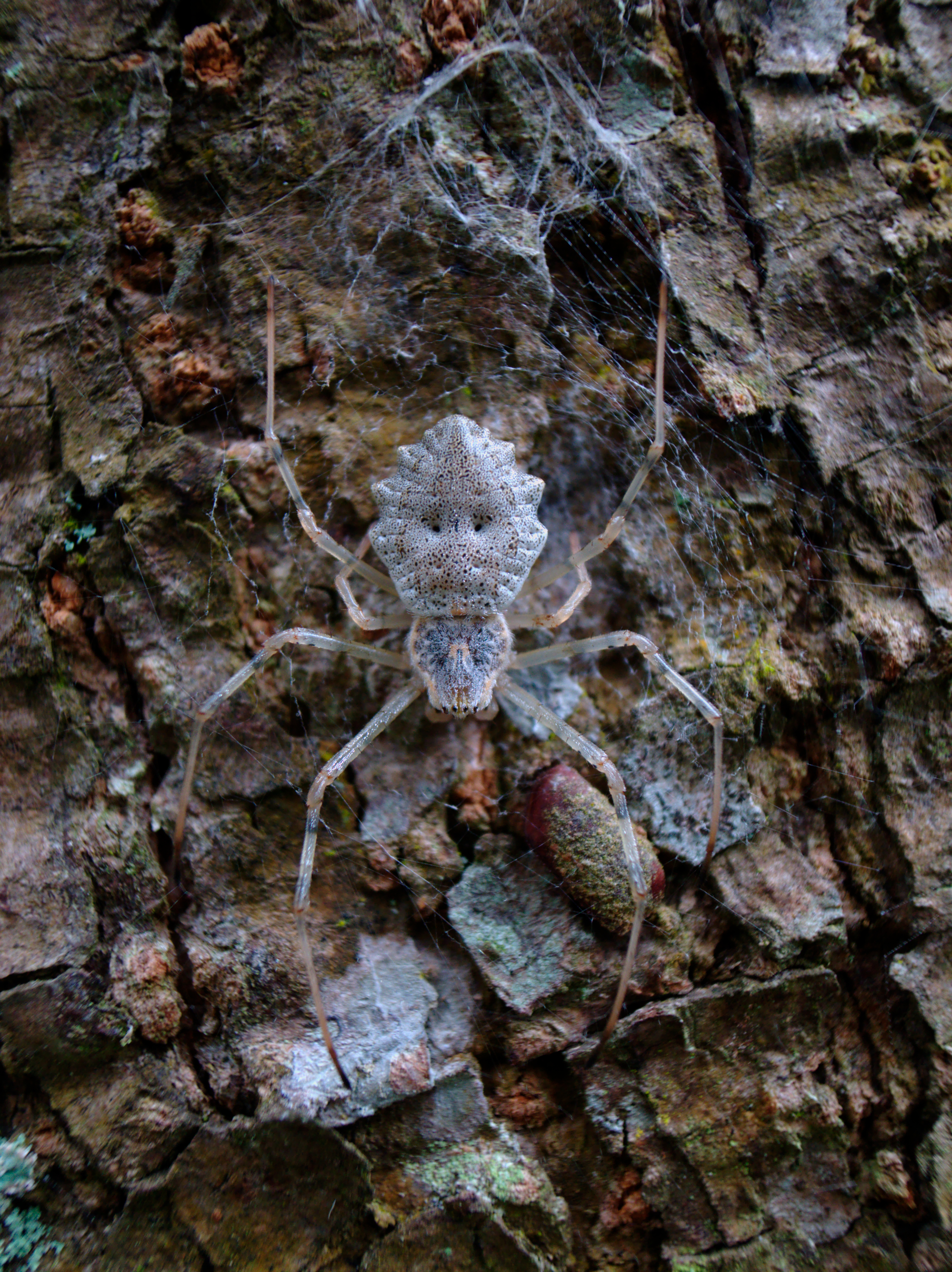
Herennia multipuncta ♀

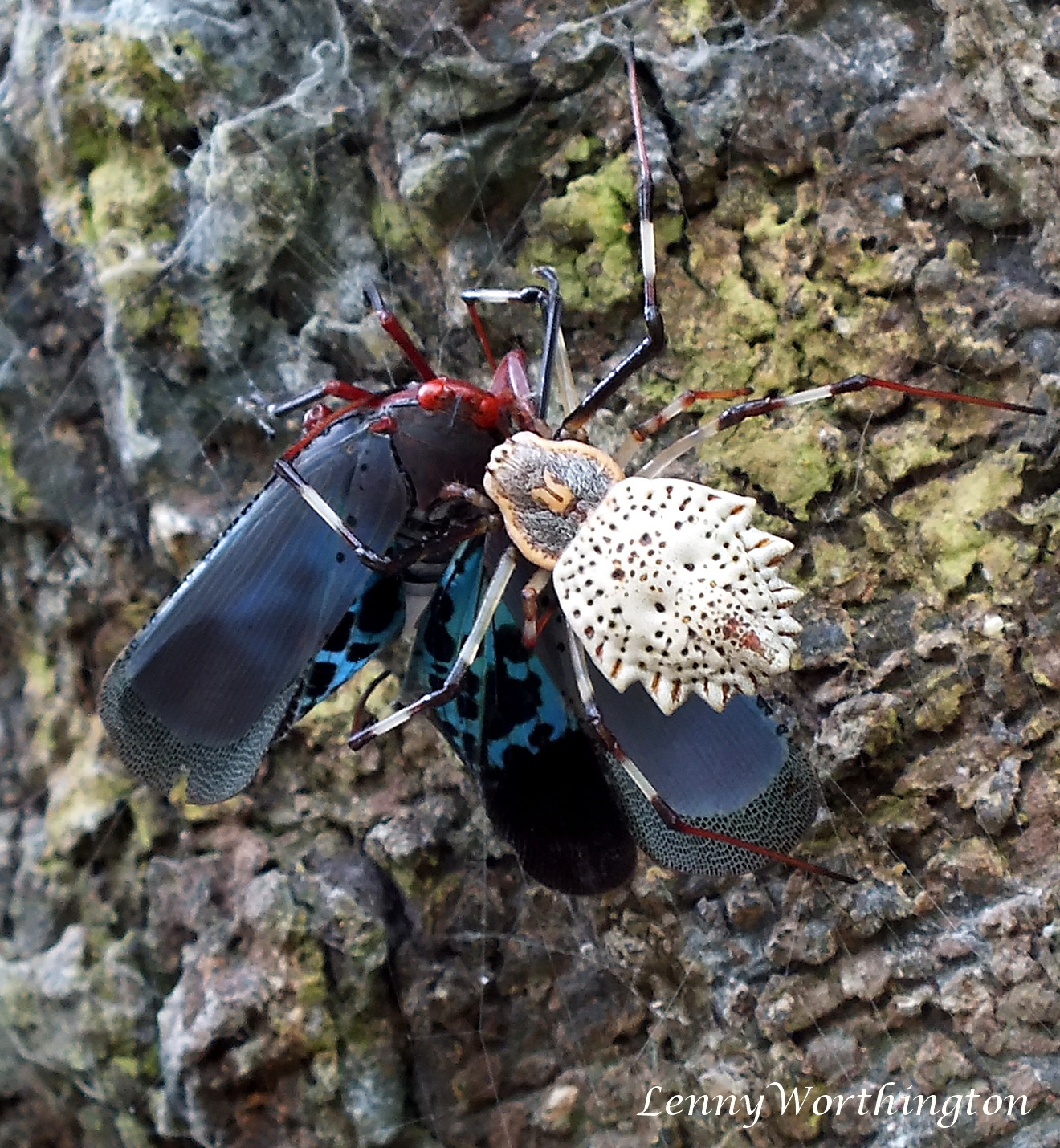
Herennia multipuncta femelle dévorant un hémiptère Kalidasa nigromaculata, Sanctuaire de faune de Khao Soi Dao, Thaïlande

Le mâle décrit par Kuntner en 2005 mesure 3,5 mm et la femelle 12,8 mm, les mâles mesurent de 3,3 à 3,5 mm et les femelles de 8,1 à 19,8 mm.

## Systématique et taxinomie
Cette espèce a été décrite sous le protonyme Epeira multipuncta par Doleschall en 1859. Elle est placée dans le genre Herennia par Thorell en 1877.
Epeira ornatissima a été placée en synonymie par Thorell en 1877.
Epeira mammillaris a été placée en synonymie par Thorell en 1887.
Herennia sampitana et Herennia mollis ont été placées en synonymie par Kuntner en 2005.

## Publication originale
- Doleschall, 1859 : « Tweede Bijdrage tot de Kenntis der Arachniden van den Indischen Archipel. » Acta Societatis Scientiarum Indo-Neerlandicae, vol. 5, p. 1-60 (texte intégral).